# ACER3
ACER3 (англ. Alkaline ceramidase 3) – білок, який кодується однойменним геном, розташованим у людей на короткому плечі 11-ї хромосоми. Довжина поліпептидного ланцюга білка становить 267 амінокислот, а молекулярна маса — 31 552.
| 10         |  | 20         |  | 30         |  | 40         |  | 50         |
| ---------- |  | ---------- |  | ---------- |  | ---------- |  | ---------- |
| MAPAADREGY |  | WGPTTSTLDW |  | CEENYSVTWY |  | IAEFWNTVSN |  | LIMIIPPMFG |
| AVQSVRDGLE |  | KRYIASYLAL |  | TVVGMGSWCF |  | HMTLKYEMQL |  | LDELPMIYSC |
| CIFVYCMFEC |  | FKIKNSVNYH |  | LLFTLVLFSL |  | IVTTVYLKVK |  | EPIFHQVMYG |
| MLVFTLVLRS |  | IYIVTWVYPW |  | LRGLGYTSLG |  | IFLLGFLFWN |  | IDNIFCESLR |
| NFRKKVPPII |  | GITTQFHAWW |  | HILTGLGSYL |  | HILFSLYTRT |  | LYLRYRPKVK |
| FLFGIWPVIL |  | FEPLRKH    |  |            |  |            |  |            |

A: Аланін

C: Цистеїн

D: Аспарагінова кислота

E: Глутамінова кислота

F: Фенілаланін

G: Гліцин

H: Гістидин

I: Ізолейцин

K: Лізин

L: Лейцин

M: Метіонін

N: Аспарагін

P: Пролін

Q: Глутамін

R: Аргінін

S: Серин

T: Треонін

V: Валін

W: Триптофан

Кодований геном білок за функцією належить до гідролаз. 
Задіяний у такому біологічному процесі, як альтернативний сплайсинг. 
Локалізований у мембрані, ендоплазматичному ретикулумі, апараті гольджі.